# Haldum Sogn
Haldum Sogn er et sogn i Favrskov Provsti (Århus Stift).
I 1800-tallet var Haldum Sogn og Hadsten Sogn annekser til Vitten Sogn. Alle 3 sogne hørte til Sabro Herred i Aarhus Amt. Vitten-Haldum-Hadsten sognekommune kom inden kommunalreformen i 1970 med i Hadsten Samlingskommune, men Vitten og Haldum gik i 1967 ind i Hinnerup Kommune, der ved strukturreformen i 2007 blev indlemmet i Favrskov Kommune sammen med bl.a. Hadsten Kommune.
I Haldum Sogn ligger Haldum Kirke.
I sognet findes følgende autoriserede stednavne:
- Haldum (bebyggelse, ejerlav)
- Hinnerup (bebyggelse, ejerlav)
- Hår (bebyggelse, ejerlav)
- Klapskov (areal)
- Sandby (bebyggelse, ejerlav)